# Haliclona negro
Haliclona negro är en svampdjursart som först beskrevs av Tanita 1965.  Haliclona negro ingår i släktet Haliclona och familjen Chalinidae. Inga underarter finns listade i Catalogue of Life.